# Periscepsia salti
Periscepsia salti là một loài ruồi trong họ Tachinidae.